# L'Enfer des zombies
Pour les articles homonymes, voir Zombies (homonymie).
Série
Zombie
(1978) Zombi 3
(1988)
Pour plus de détails, voir Fiche technique et Distribution.
L'Enfer des zombies (Zombi 2) est un film italien réalisé par Lucio Fulci, sorti en 1979.
Le film débute avec la suite de la découverte d'un bateau abandonné. Des policiers montent à bord, mais se font agresser par une créature sanguinaire qui résiste aux balles, puis plonge dans l'eau. La fille du propriétaire du bateau enquête donc avec un journaliste sur une piste qui les mène sur une île tropicale infestée de morts-vivants.
C'est le premier film d'épouvante réalisé par Fulci, qui jusqu'alors avait surtout réalisé des comédies avec Franco et Ciccio et des gialli. Le grand succès du film dans le monde entier convainc le réalisateur de poursuivre sur la voie de l'épouvante, dont il est considéré comme un maître par les critiques français, qui lui prêtent le surnom de « poète du macabre » quand le film sort.
Le film est adapté d'un scénario original de Dardano Sacchetti pour servir de suite à Zombie (1978) de George A. Romero, qui est sorti en Italie avec le titre Zombi. En réalité, les similitudes avec Zombie s'arrêtent au titre, car Fulci a éliminé la critique sociale présente dans le film de Romero pour se concentrer sur les origines haïtiennes des morts-vivants. L'Enfer des zombies est aujourd'hui considéré comme un film culte par les amateurs de gore. Les maquillages et les effets spéciaux ont été nommés pour un Saturn Award en 1981.

## Synopsis
Un yacht dérive dans le port de New York. La garde-côte monte sur le bateau et le découvre vide. À bord, un homme décomposé égorge un policier dans la cabine de pilotage, avant que le second policier réussisse à le faire passer par-dessus bord en lui tirant dessus.
Une jeune fille, Anne (Tisa Farrow), est interrogée par la police lorsque celle-ci découvre que le bateau appartient à son père. Anne ne peut rien dire sur ce qui s'est passé, hormis le fait que son père est parti sur une île tropicale pour faire des recherches. Peter West (Ian McCulloch), un journaliste, est envoyé par son chef (Lucio Fulci, dans une apparition) enquêter. Après s'être rencontrés sur le bateau, ils trouvent une note disant qu'il est sur l'île de Matoul, qui est en proie à une maladie inconnue. Aux tropiques, le couple embauche un couple de vacanciers, Brian (Al Cliver) et Susan (Auretta Gay), pour les conduire sur Matoul.
Sur Matoul, le docteur Ménard (Richard Johnson) procède à ses expériences. Matoul est une place maudite où les morts se lèvent pour attaquer les vivants. Les deux couples, isolés sur Matoul, sont récupérés par Ménard qui leur explique la situation.
En l'espace d'une journée, tous les habitants de l'île, sans exception, sont victimes des morts-vivants. Seuls en réchappent Peter et Anne, Susan étant victime des zombies et Brian, infecté, mourra sur le bateau avant de se relever lui aussi en zombie.
En mer, ils apprennent que le phénomène de mort-vivant n'est pas que local, mais s'est répandu à New-York et à toute l'Amérique par l'intermédiaire du policier, qui au début du film se fait mordre dans la soute du bateau par le zombie. La situation est désespérée sur le plan mondial.

## Fiche technique
- Titre français : L'Enfer des Zombies[1] ou Les zombies mangeurs de chair
- Titre original italien : Zombie due ou Zombi 2
- Réalisation : Lucio Fulci
- Scénario : Elisa Briganti (it), Dardano Sacchetti
- Photographie : Sergio Salvati (it)
- Montage : Vincenzo Tomassi (it)
- Musique : Fabio Frizzi, Giorgio Tucci (it)
- Décors et costumes : Walter Patriarca (it)
- Effets spéciaux : Giovanni Corridori (it), Giannetto De Rossi (it), Roberto Pace
- Maquillage et trucages : Maurizio Trani (it), Giannetto De Rossi (it), Rosario Prestopino (it)
- Production : Fabrizio De Angelis, Ugo Tucci
- Société de production : Variety Film
- Pays de production :  Italie
- Format : Couleur par Eastmancolor • 2,35:1 • Son mono • 35 mm
- Genre : horreur, post-apocalyptique, film de zombies
- Durée : 
  - Version intégrale : 91 minutes
  - Version censurée : 86 minutes
- Classification : 
  - Italie : Interdit aux moins de 18 ans lors de sa sortie
  - France : Interdit aux moins de 18 ans lors de sa sortie
- Date de sortie :
  - Italie : 25 août 1979
  - France : 13 février 1980
- Affiche : Michel Landi (France)

## Distribution
- Tisa Farrow (VF : Évelyn Séléna) : Anne Bowles
- Ian McCulloch : Peter West
- Richard Johnson (VF : Claude Joseph) : Dr David Ménard
- Pier Luigi Conti (sous le nom d'« Al Cliver ») : Brian Hull
- Auretta Gay (it) : Susan Barreto
- Stefania D'Amario (it) : Clara, l'infirmière
- Olga Karlatos : Paola Ménard
- Dakar (VF : Jean Violette) : Lucas
- Ugo Bologna : le père d'Anne
- Omero Capanna (it) (sous le nom d'« Homer Hut ») : Un zombie
- Alberto Dell'Acqua : Un zombie
- Arnaldo Dell'Acqua (it) : Un zombie
- Roberto Dell'Acqua : Un zombie
- Ottaviano Dell'Acqua (it) : Un zombie
- Franco Fantasia : Matthias
- Lucio Fulci : Le rédacteur en chef du journal
- Leo Gavero (it) : Fritz
- Arthur Haggerty (en) (sous le nom de « Captain Haggerty ») : Le zombie obèse sur le navire.
- James Sampson : Le médecin noir

## Production

### Mise en scène
L'Enfer des zombies devait à l'origine être un film d'épouvante à petit budget, réalisé par Joe D'Amato. Cependant, le producteur Ugo Tucci a mis son véto, considérant que D'Amato était trop lié au cinéma érotique. Lorsque les producteurs décident d'augmenter le budget, ils le proposent alors à Enzo G. Castellari. Ce dernier exige un minimum de 400 millions de lires de l'époque pour faire le film, aussi parce qu'il n'avait pas vraiment envie de réaliser un film d'épouvante. Ce montant est refusé car il est jugé prohibitif par les producteurs. Castellari propose alors pour la réalisation Lucio Fulci, qui n'a jamais encore tourné de film d'épouvante, mais qui a réalisé des gialli comportant quelques scènes dignes d'un film d'épouvante, comme Le Venin de la peur et La Longue Nuit de l'exorcisme, ainsi qu'un western Les Quatre de l'apocalypse qui comporte une scène de cannibalisme.
Ugo Tucci, qui avait déjà collaboré avec Fulci, travaille alors sur le poliziottesco d'Umberto Lenzi Corléone à Brooklyn. Pour ce film, Tucci veut engager Mario Merola comme acteur, mais il refuse. Tucci prend contact avec Fulci, pour qu'il convainque l'acteur napolitain d'accepter le rôle de Corléone à Brooklyn. Quand Fulci y parvient, Tucci lui propose la réalisation de L'Enfer des zombies pour le remercier. Fulci accepte, se contentant de 60 millions de lires de budget. Castellari a dit plus tard qu'il était heureux que son refus ait permis à Fulci de revenir au cinéma, après quelques films qui n'avaient pas fait recette.

### Scénario
Le scénario du film sont signés par Elisa Briganti (it), épouse du scénariste Dardano Sacchetti. Ce dernier est appelé par le producteur Gianfranco Couyoumdjian (it), qui lui parle d'un album de bande dessinée Tex Willer dans lequel Tex est aux prises avec des zombies, dans un décor de western,.
Un an avant la sortie de Zombie de George Romero en Italie, Sacchetti commence à écrire le film en mélangeant différents genres, tels que l'épouvante, l'aventure, le western, le policier et la comédie. Mais finalement, Sacchetti a préféré ne pas signer le scénario de son nom, en raison de la mort de son père peu de temps auparavant, préférant faire signer le scénario par sa femme Elisa.
La scène de l'œil traversé par l'écharde remplissait quatre pages du scénario, avec des mouvements et des angles de caméra détaillés. Le prologue et la fin du film, qui se déroule à New York, ont été ajoutés à la demande des producteurs après la sortie italienne de Zombie, pour créer un lien avec le film de George Romero, faisant apparaître L'Enfer des zombies comme un prologue de celui-ci.
Fulci a affirmé à plusieurs reprises avoir modifié une partie du scénario, en le rendant au fur et à mesure plus fantastique,.

### Attribution des rôles
La distribution du film comprend initialement, outre Al Cliver, Leonard Mann et Monica Zanchi.
Finalement, Ian McCulloch et Tisa Farrow (sœur de Mia Farrow) sont choisis pour jouer les personnages principaux, et Richard Johnson et Olga Karlatos pour jouer le scientifique et sa femme. Lucio Fulci apparaît comme d'habitude dans un caméo, cette fois en tant que rédacteur en chef. Karlatos, à la fin de la scène où son œil est percé par un éclat de bois, a fait une dépression nerveuse et a éclaté en sanglots sous le coup de l'émotion et de la peur. Fulci était fou de joie en apprenant la nouvelle : « Super ! On a réussi ! J'ai choqué Karlatos... sans parler du public ! » s'est-il exclamé avec enthousiasme.
Le jour du tournage sous-marin, Fulci découvre qu'Auretta Gay ne sait pas nager. Un maître-nageur a été immédiatement appelé, mais il ne s'est pas avéré d'une grande aide. Pendant le tournage sur un bateau, Gay est accidentellement jetée à la mer, et elle se débat immédiatement dans l'eau. Le maître-nageur vient à sa rescousse, mais ils finissent par couler tous les deux. Le capitaine du navire du plateau intervient alors en leur lançant une bouée de sauvetage. Au même moment, Al Cliver saute par-dessus bord pour leur venir en aide, et il est frappé par la bouée. Ian McCulloch a alors plongé mais il s'est fracassé contre la bouteille d'oxygène de Gay ce qui lui a valu 14 points de suture pour recoudre la blessure. Fulci a regardé toute la scène en silence, abasourdi, pour finalement lâcher, en romanesco : « Questa équipe non vale un cazzo! » (litt. « Quelle équipe de bras cassés ! »). Il a ensuite pris pour habitude de surnommer Gay « Caghetta Gay ».
C'est le premier film qu'Al Cliver tourne avec Fulci, dont il deviendra l'acteur fétiche. En fait, Fulci avait déjà essayé de travailler avec Cliver pour son western spaghetti Selle d'argent, tourné en 1978, mais il ne s'était pas bien entendu avec son imprésario. Fulci, sur le tournage, avait surnommé Cliver Tufus, car selon lui il était « dur » comme une pierre. Pendant une scène, qui consistait à incendier l'hôpital, Cliver s'était endormi. Fulci a dit : « On doit faire l'incendie à droite, parce qu'à gauche il y a Tufus qui dort ! ».

### Maquillage, trucages et effets spéciaux
Pour les effets spéciaux du film, la production pense immédiatement à Giannetto De Rossi (it). Fabrizio De Angelis, l'un des trois producteurs, avait en effet apprécié le travail de De Rossi sur le plateau de Black Emanuelle en Amérique, réalisé par Joe D'Amato en 1976. De Rossi, d'ailleurs, avait déjà travaillé avec Fulci, sur les comédies Les Maniaques et Obsédé malgré lui. De Rossi est assisté par Maurizio Trani et le jeune Rosario Prestopino, pour ce qui est sa première expérience en tant que maquilleur.
La production a proposé à De Rossi de reproduire le maquillage et les effets spéciaux des zombies de Romero (créés par Tom Savini). De Rossi a immédiatement refusé la proposition, car il avait vu le film et considérait que les zombies étaient pâles, tendant vers le bleuté, ce qui ne les rendait vraiment effrayants.
Les premières épreuves de maquillages ont lieu à New York, et sont réalisées sur un acteur de petite taille mais très gros. L'argile a été utilisée pour recouvrir l'acteur et reproduire ses traits. Lorsque le maquillage est terminé, Fulci et De Angelis sont perplexes. De Rossi ne se décourage pas et déclare que si son travail n'est pas apprécié, il rentrerait chez lui. Finalement, il parvient à convaincre Fulci et De Angelis.
La procédure du maquillage était la suivante : le visage des acteurs était recouvert d'argile, qui était ensuite recouverte de latex de caoutchouc épongé, qui séchait et maintenait les parties ensemble. Après une heure, l'argile sèche. Le maquillage est ensuite complété par d'autres matériaux (caoutchoucs spéciaux et pâte à modeler), et les prothèses étaient directement appliquées sur le corps des acteurs. Fulci a déclaré qu'à la fin du maquillage, les acteurs jouant les zombies ressemblaient à des « pots de fleurs ambulants ».
La séquence la plus célèbre du film, qui est entrée dans l'histoire des films d'horreur sous le nom de « séquence de l'œil », est celle où Olga Karlatos a l'œil transpercé par un éclat de bois.
Le tournage de la scène dure une demi-journée. Un moulage du visage de Karlatos est réalisé, à partir duquel la fausse tête avec l'œil percé est ensuite fabriquée. La tête est tenue par De Rossi. Au cours du montage, une série de coupes, de champs et de contre-champs ont été effectués, durant lesquels la tête de Karlatos a été remplacée par la fausse. De Rossi a poussé la fausse tête vers l'écharde de bois de sorte que la cornée, qui était en pâte à modeler, sortant de l'orbite était très visible, afin d'impressionner autant que possible le spectateur. Lorsque le film sort en salles, De Rossi se rend à la première séance, où le public était principalement composé de garçons. De Rossi veut vérifier si les garçons s'esclaffent, car selon lui, si on rit dans un film d'horreur, ce n'est pas bon. La scène de l'œil a coïncidé avec la fin de la première mi-temps. Quand les lumières se sont allumées dans la salle, personne n'a ri. De Rossi comprend alors que la scène est parfaite.
Pour la scène dans laquelle Auretta Gay (it) est mordue au cou par le cadavre d'un des conquistadors espagnols, un faux cou est appliqué sur le cou de l'actrice. Derrière les épaules de Gay se trouvent des tubes remplis de faux sang, De Rossi et Trani pompant le sang. Cette scène est la seule qui a dû faire l'objet de deux prises : en effet, la première fois, De Rossi s'est trompé, et les dents de l'acteur jouant le zombie qui mord la gorge de Gay, n'ont pas réussi à la mordre, car elles glissent sur le faux cou.

### Photographie
Le chef opérateur Sergio Salvati (it) utilise des éclairages en contre-plongée et sous différents angles pour rendre les trucages et le maquillage plus crédibles. Il se sert notamment du rétro-éclairage. Les lumières sont reliées à des résistances, et lorsque les zombies marchent, Salvati diminue ou augmente l'intensité, créant ainsi une alternance d'ombre et de lumière.

### Tournage
Le tournage du film commence le 11 juin 1979, avec le titre de travail Gli ultimi zombi, et se termine le 6 juillet de la même année. Le budget se monte à environ 410 millions de lires et le film est tourné à New York, en République dominicaine et à Rome. Les intérieurs de l'hôpital et de la villa des Manard sont reconstruits à Fogliano, dans le parc national du Circé (province de Latina).
Pendant le tournage du film, Fulci se promenait sur le plateau avec des vers dans les poches de sa veste, qu'il plaçait sur les faux crânes ou posait sur les acteurs si nécessaire. Lorsqu'il remarquait qu'un acteur jouant un zombie avait la main trop propre, Fulci salissait leurs poches avec le contenu de sa pipe pour que l'acteur ait les mains noires après avoir mis les mains dans ses poches.
La scène finale, avec les zombies traversant lentement le pont de Brooklyn, est tournée à l'aube, sans autorisation. Le maquillage est réalisé à la va-vite, et dans la scène en question, les visages des zombies sont ensanglantés et écorchés, mais leurs corps sont dans un état normal.
La séquence de combat entre le zombie et le requin n'a été ni prévue ni tournée par Fulci. L'idée, comme pour la séquence finale, est venue d'Ugo Tucci. Tucci venait de rencontrer René Cardona Jr., le réalisateur mexicain de Tintorera, un film créé sur le modèle des Dents de la mer de Steven Spielberg, mais tourné avec moins d'argent. Fulci étant déjà rentré à Rome, la séquence est tournée par Giannetto De Rossi, avec l'aide d'un documentariste, le cadreur Ramón Bravo (es) (qui avait déjà participé au tournage sous-marin de Tintorera), sur l'Isla de las Mujeres, au Mexique. L'acteur qui devait jouer le rôle du zombie est tombé malade et a été remplacé par un dresseur de requins local.
Le chien qui apparaît lors de la scène montrant la désolation d'une partie de l'île (où n'errent que des zombies, des crabes et donc un chien) est le vrai chien de Fulci. Il a été néanmoins « doublé » quand il se met à hurler.
De nombreux zombies sont incarnés par les frères Dell'Acqua (Alberto, Arnaldo et Roberto), des cascadeurs professionnels.

### Esthétique et style
L'Enfer des zombies, plus que Zombie, réalisé par George A. Romero l'année précédente et produit par Dario Argento, s'inspire des classiques de l'épouvante des années 1930 et 1940, tels que Les Morts-vivants, réalisé par Victor Halperin en 1932, et Vaudou, réalisé par Jacques Tourneur en 1943. Fulci a en effet emprunté à ces films le cadre exotique et la combinaison de la religiosité et de la superstition, mais il a introduit dans ces ambiances, une cruauté et une violence visuelle jamais vues jusqu'alors en Italie, dans ce genre de films.

### Scènes supprimées
Deux scènes ont été supprimées du montage final du film :
- Sur certaines affiches du film, une photo montre un zombie obèse émergeant des eaux de Manhattan. Il n'y a aucune trace de cette séquence dans le film. Il s'agit probablement d'une photographie « hors-scène » prise de l'acteur Arthur Haggerty (en). Elle doit se situer après la séquence où il tombe dans la mer et est touché par une grêle de balles, quand il refait surface pour revenir sur la terre ferme[10].
- Dans une séquence qui a été coupée par la suite, les zombies étaient censés sortir de l'eau en groupes[5]. Curieusement, cette séquence est reprise par George Romero dans Le Territoire des morts, qu'il réalise en 2005.

De plus, le film ayant été frappé d'interdiction totale en France, quatre minutes durent être supprimées du film afin d'obtenir un visa d'exploitation,:
- La scène de l'énucléation est supprimée.
- La scène où un zombie dévore un cadavre est aussi supprimée
- Enfin, les scènes montrant des impacts de balle sur les morts-vivants sont manquantes

### Différences avecZombiede Romero
À la sortie du film, Fulci reçoit une lettre de Dario Argento et de George Romero, l'accusant d'avoir surfé sur la vague du succès du film de Romero, et d'avoir contrarié la réalisation du Jour des morts-vivants (que Romero réalisera en 1985).
L'accroche du film, qui figurait sur les affiches, « ...quando i morti usciranno dalla tomba, i vivi saranno il loro sangue... » (litt. « ...quand les morts sortiront de la tombe, les vivants seront leur sang... »), qui faisait écho à la phrase promotionnelle du film de Romero, « Quando non ci sarà più posto all'inferno, i morti cammineranno sulla terra » (litt. « Quand il n'y aura plus de place en enfer, les morts marcheront sur la terre »), a été particulièrement accusée. Cette question a été la source d'un conflit entre Dario Argento et Lucio Fulci.
Fulci a répondu à la lettre d'Argento par une autre lettre dans laquelle il énumère tous les films de zombies de l'histoire du cinéma qui ont précédé celui de Romero, en ajoutant une phrase sarcastique et polémique : « Si j'ai copié sur vous, alors j'ai copié sur eux aussi. La ferme. ».
Fulci a déclaré : « L'Enfer des zombies est naturellement né dans le sillage du film de Romero, qui en Italie s'appelait Zombi. Mon film, cependant, est complètement différent de celui de Romero. Il a fait un film social, j'ai fait un film plus aventureux, et surtout j'ai ramené la figure du mort-vivant aux rituels vaudou auxquels elle appartient naturellement. Je ne pense pas avoir copié. Si les critiques regardent les deux films, ils se rendront compte par eux-mêmes de l'absurdité de telles affirmations ».
L'intrigue de L'Enfer des zombies forme plus une sorte de prologue de Zombie, plutôt que d'une suite ou d'une imitation. Le film commence et se termine à New York, mais les événements se déroulent dans les Caraïbes, au cœur de la légende, là où le mythe du zombie est né, tandis que Romero transporte l'action directement aux États-Unis.
La différence la plus évidente entre les deux films se trouve dans le maquillage des morts-vivants. Dans le film de Romero, ils sont pâles, presque normaux. Dans le film de Fulci, ils sont couverts d'asticots et leurs visages sont tailladés. Romero montre ses zombies comme une image en miroir des vivants, avec des vêtements reconnaissables qui suggèrent leur origine sociale et le rôle qu'ils ont joué de leur vivant (une religieuse, un homme en maillot de bain). Les zombies de Fulci sont presque tous les mêmes, en termes de vêtements et de milieu social, sans aucune expression, avec la tête baissée en permanence et une démarche tremblante.

### Bande originale
La bande son du film a été composée par Fabio Frizzi, frère de l'animateur de télévision Fabrizio Frizzi, et Giorgio Tucci. Le travail de Frizzi sur L'Enfer des zombies - en particulier Seq. 6, la séquence composée pour la séquence de l'œil - a été inspirée par la mélodie des Beatles de 1967 A Day in the Life. Ailleurs dans la bande son, une musique caribéenne mélangée à des effets électroniques est utilisée pour souligner les moments de tension.
La musique du film est devenue culte parmi les amateurs du genre. Fulci lui-même l'a réutilisée, avec des changements mineurs, pour son film suivant L'Au-delà.

## Exploitation

### Censure
Le film a été approuvé par la commission de censure italienne le 23 août 1979, sous le visa d'immatriculation no 73936, et a été interdit aux moins de 18 ans. En 1989, une version coupée de 140 mètres a été approuvée sous le visa d'immatriculation no 84788, et a été interdite aux moins de 14 ans.

### Sortie en salles
Le film est sorti dans les salles de cinéma italiennes le 25 août 1979. La première a eu lieu à Turin, exactement un an après la sortie de Zombie. Le film a rapporté un total de 1 502 251 238 lires, se classant au cinquante-septième rang du box-office annuel, ce qui a fait sensation.
Lors de sa sortie au Royaume-Uni, le 2 janvier 1980, le British Board of Film Classification a exigé qu'un total d'une minute et quarante-six secondes de matériel soit coupé afin d'obtenir la classification X. Lors d'une sortie vidéo ultérieure, le 1er août 2005, il y est interdit aux moins de 18 sans qu'aucune coupure ne soit nécessaire.
Initialement frappé d'interdiction totale en 1979, il est sorti en France le 13 février 1980, assorti d'une interdiction aux moins de 18 ans. Il est désormais interdit aux moins de 16 ans dans la nouvelle nomenclature issue du décret du 23 février 1990),,.
Au total, L'Enfer des zombies a rapporté environ 30 millions de dollars dans le monde.

### Sortie en vidéo
L'Enfer des zombies est sorti en DVD en Italie le 19 octobre 2010 via CineKult (distribué par Cecchi Gori Home Video) dans une édition à deux disques avec de nombreux suppléments. Le 5 avril 2011, une édition monodisque est sortie à un prix plus populaire. Dans la même collection sont sortis Zombi 3, Zombie 4, L'Attaque des morts-vivants et La Terreur des zombies. Auparavant, seule une édition VHS épuisée existait.
À l'étranger, le film est sorti en DVD beaucoup plus tôt. Aux États-Unis, il existait une version monodisque, publiée par Blue Underground, et une édition spéciale de deux DVD, publiée par Media Blasters, contenant en bonus le commentaire audio de Ian McCulloch, deux interviews des acteurs Arthur Haggerty (en) et Dakar, un documentaire de 98 minutes et une interview du costumier Walter Patriarca (it). Une édition de deux DVD est sortie en France, publiée par Neo Publishing, contenant en bonus un documentaire de 100 minutes, un commentaire audio de Ian McCulloch, une série de bonus sur les trucages et les effets spéciaux et un livret de 16 pages.

### Accueil critique
Les critiques de cinéma italiens de l'époque n'ont pas été très tendres avec le film, définissant le film comme une « boucherie » de mauvaise qualité et un plagiat du Zombie de Romero. À l'étranger, cependant, le film a été plus apprécié, en particulier par les critiques français.
Morando Morandini a sévèrement taclé le film, le qualifiant de « film très oubliable dans le sillage du film de Romero », avec des mauvais effets, des personnages tremblants et un manque de suspense. Une heure et demie calamiteuse.
Dans les années 1990, le film a été réévalué par la critique italienne. Le magazine Nocturno considère le film comme « une œuvre révolutionnaire, d'un point de vue esthétique et technique, par rapport à la tradition de l'épouvante, et pas seulement italienne. Des effets spéciaux à l'impact visuel épouvantable, une violence hyperréaliste, des couleurs vives et des sons dilatés paroxystiques ».
Antonio Tentori qualifie le film de « premier véritable exemple d'épouvante totale et situationniste. Tout peut arriver à tout moment. Peu importe la succession logique du récit, autant que l'accumulation en un crescendo continu et parfois insupportable des chocs liés aux situations individuelles ».
Marco Giusti, dans son dictionnaire, le qualifie de « film divertissant de par sa profusion de sang ».
Le réalisateur Lucio Fulci a résumé L'Enfer des zombies comme un film sur le pouvoir et la contagion du pouvoir. Il l'a également qualifiée d'artaudien : « Il n'y a pas de cruauté, mais la présupposition de la cruauté ».
Le scénariste Dardano Sacchetti juge le film positivement mais, à son avis, s'il avait eu un autre titre, s'il avait disposé de 200 millions de lires de plus, et si Fulci avait cru davantage au film, comme il l'a fait plus tard pour L'Au-delà, un chef-d'œuvre en serait sorti.
Lorsque Quentin Tarantino a vu le film, il s'est montré enthousiaste, mais perplexe devant le manque de rapidité des zombies : « Je regardais le film avec un ami, et nous étions d'accord pour dire que si nous avions été dans la même situation que les protagonistes du film, dans la jungle, entourés de ces mangeurs de chair humaine qui se déplaçaient comme ça... nous nous serions enfuis comme Jesse Owens ou ce putain de Carl Lewis... ». Fulci, peu avant sa mort, a répondu à Tarantino, avec son ironie habituelle, dans les pages d'Il manifesto.

### Clins d'œil et références
- Le navire qui atteint le port de New York pour répandre la peste dans la scène d'ouverture du film fait référence à Nosferatu le vampire, réalisé par Friedrich Wilhelm Murnau en 1922. Précisément la scène du navire apportant la peste à Brême[2].
- La scène de la résurrection des morts-vivants dans le cimetière espagnol fait référence à la scène d'un zombie sortant d'un monticule de terre, renversant une croix, que l'on retrouve dans L'Invasion des morts-vivants, un film de la Hammer réalisé par John Gilling en 1966[20].
- Le duel sous-marin entre le zombie et le requin fait penser aux Dents de la mer, réalisé par Steven Spielberg en 1975[2],[20].
- La Terreur des zombies, réalisé par Marino Girolami en 1980, présente la même Land Rover que celle utilisée dans L'Enfer des zombies.
- La scène de l'œil sera reproposée par Fulci dans L'Au-delà et dans L'Éventreur de New York[2].
- Dans L'Éventreur de New York, Fulci repropose également la séquence avec une main coupée au premier plan. Dans L'Enfer des zombies, c'est la main du policier déchiquetée par le zombie obèse ; dans L'Éventreur de New York, un chien trouve une main coupée et la remet à son maître[2].
- Dans The Monster Squad, réalisé par Fred Dekker en 1987, on trouve une affiche du film.
- Dans le film The Stink of Flesh (en), réalisé par Scott Phillips en 2005, un personnage s'appelle Matool. Cela rappelle l'île du film Matul.
- Dans Planète Terreur, réalisé par Robert Rodriguez en 2007, le soldat détraqué joué par Quentin Tarantino est poignardé dans l'œil avec un pieu en bois.

### Distinctions
Une nomination aux Saturn Award du meilleur maquillage pour Gianetto de Rossi en 1981.